# Električna rasvjeta
Električna rasvjeta (ili samo rasvjeta) je primjena svjetlosti dobivene uz pomoć električne struje. U žaruljama svjetlost nastaje zračenjem užarenoga tijela, a potrebna se temperatura postiže prolaskom električne struje kroz tijelo s dovoljnim električnim otporom. Tako rade obična žarulja sa žarnom niti i halogena žarulja.
U plinskim svjetiljkama svjetlost nastaje u cijevima s plinovima i parama prilikom tinjavog ili lučnog pražnjenja. Pražnjenje je većinom popraćeno emisijom elektromagnetskog zračenja, i to u nekim izvorima izravnom emisijom vidljivoga zračenja (svjetlosti), a u nekima emisijom ultraljubičastoga zračenja, koje pobuđuje fluorescenciju materijala na unutarnjoj strani cijevi, što opet rezultira svjetlošću. Na tome načelu kao električni svjetlosni izvori rade fluorescentne cijevi, te živina svjetiljka i natrijska svjetiljka.
Električni svjetlosni izvor, reflektor i armatura glavni su dijelovi električne svjetiljke, shvaćene u širem smislu kao rasvjetno tijelo. Zadatak je reflektora i armature da na pogodan način razdijele svjetlosni tok, da spriječe ili bar smanje bliještanje i da zaštite svjetlosni izvor od vjetra, kiše i prašine, a okolinu od prekomjerna zagrijavanja. Reflektor usmjeruje svjetlost i povećava svjetlosnu jakost u određenome smjeru, ali ne može povećati ukupan svjetlosni tok. Osim pojačanja (omjera najveće i srednje svjetlosne jakosti), važni su i podatci o smjeru u kojem reflektor daje najveću svjetlosnu jakost (to jest kut što ga čini taj smjer s okomicom), o zaštiti od bliještanja, o mogućnosti odbijanja svjetlosti i tako dalje. Za svjetiljke se često daju fotometrijske krivulje s podatcima o svjetlosnoj jakosti u određenom smjeru. Električna svjetiljka može davati izravnu, pretežno izravnu, poluizravnu i neizravnu rasvjetu. Svjetiljka za izravnu rasvjetu osvjetljuje samo prostor na koji je usmjerena. Ona može svijetliti prema dubini i u širinu, a svjetlost se može po potrebi i raspršiti difuzorom. Kod pretežno izravne rasvjete unutrašnji reflektor i opalno zvono svjetiljke usmjeruju veći dio svjetlosti obično prema donjem, a manji prema gornjem poluprostoru, gdje se odbija od stropa, koji treba biti svijetle boje. Svjetiljka za poluizravnu rasvjetu veći dio svjetlosti usmjeruje obično prema gore, gdje se svjetlost odbija od stropa i zidova, a samo se njezin mali dio, jako raspršeno, upućuje prema dolje. Svjetiljka za neizravnu rasvjetu daje svjetlost koja ne bliješti, pa predmeti ne bacaju sjenu.

## Vrste rasvjeta

### Rasvjeta prostorija
Suvremena električna rasvjeta prostorija upotrebljava svjetiljke sa žaruljama i s fluorescentnim cijevima. Rasvjeta žaruljama daje oštrije sjene, zahtijeva veće osvjetljenje i ima kao posljedicu veću nejednolikost. Pri rasvjeti fluorescentnim cijevima treba uzeti u obzir i boju svjetlosti upotrijebljene cijevi. Kombinirana rasvjeta fluorescentnim cijevima i žaruljama, običnima ili halogenima, danas je vrlo raširena i njome se raspršena, difuzna rasvjeta fluorescentnim cijevima, s premalim udjelom crvene boje, nadopunjuje izravnom rasvjetom žaruljama.

### Vanjska rasvjeta
Kao svjetlosni izvori za vanjsku rasvjetu upotrebljavaju se živine i natrijske svjetiljke, te halogene žarulje. Svjetiljke za osvjetljivanje prometnica i gradskih ulica postavljaju se na stupove, ponegdje i na pročelja zgrada, a rjeđe se vješaju na nategnuta užeta. Za svjetiljke s malim kutom zračenja prema okomici razmak stupova treba biti manji kako bi se postigla propisana jednolikost rasvjete. Za svjetiljke s velikim kutom zračenja razmak može biti i veći, što je jeftinije, ali je jače i bliještanje. Trgovi i športska igrališta osvjetljuju se svjetiljkama na visokim stupovima. Pritom se nastoji da stupova bude što manje, s jednim ili više snažnih izvora svjetlosti, koji pokrivaju što veću površinu. Za vanjsku rasvjetu javnih zgrada te povijesnih, kulturnih i turističkih znamenitosti i objekata služe reflektori koji i izravno usmjeruju snop svjetlosti na određeno mjesto.

### Sigurnosna rasvjeta
Sigurnosna rasvjeta optičko je upozorenje na postojanje ili pojavu neke opasnosti na radnome mjestu, pri ulasku u zatrovane prostorije, a primjenjuje se i kada nestane normalne rasvjete, kod havarija i slično; također, rasvjeta koja zbog specifičnih uvjeta primjene osigurava zaštitu od neželjenih posljedica (na primjer električna rasvjeta u takozvanoj S-izvedbi, to jest s potpunom izolacijom rasvjetnih tijela i vodiča od okoline).

## Povijest
Početak električne rasvjete označila je primjena Voltina luka, no počela se širiti tek s izumom električne žarulje (J. W. Swan, 1860., T. A Edison, 1879.), a osobito nakon primjene volframne niti u izumima zagrebačkoga prof. F. Hanamana između 1903. i 1912. U javnome je prostoru prva elektrolučna rasvjeta postavljena u kazalištu u Parizu (1846.), slijedila je primjena na svjetionicima u francuskoj luci Le Havre (1863.), demonstracija na elektrotehničkim izložbama u Parizu (1881.) i Beču (1883.) i tako dalje. Rasvjeta je, uz elektromotorni pogon, bila glavno područje primjene elektrifikacije nakon izgradnje prvih elektrana istosmjerne struje za javnu uporabu (Edison, u New Yorku 1882.) i prvih elektrana izmjenične struje s distribucijom na veće udaljenosti, počevši s manjim sustavima u Londonu i Torinu, hidroelektranom Ames u američkom Coloradu i dr.
U Hrvatskoj je I. Stožir demonstrirao rasvjetu električnim lukom napajanim iz galvanskih članaka (22. siječnja 1877. u Zagrebu). I u nas se postavljaju manji generatori za električnu rasvjetu u industrijskim pogonima. Prvi su bili postavljeni u tvornici bačava i tanina u Županji (1880.), pilani u Đurđenovcu (1881.), mlinu u Čakovcu (1883.) i drugim. Njima su bili osvijetljeni pogoni te okolne ulice i kuće. Rasvjeta strujom iz vlastitih generatora postavljena je prigodom otvorenja kazališta u Rijeci (1885.), zatim na novome željezničkom kolodvoru u Rijeci (1890.) te godinu dana poslije u riječkoj luci. Prva hidroelektrana u Hrvatskoj postavljena je 1884. na Mrežnici za pogon i rasvjetu tekstilne tvornice u Dugoj Resi i za rasvjetu okolnih zgrada. U Zagrebu je električna rasvjeta demonstrirana 1891. na Jubilarnoj izložbi Hrvatsko-slavonskoga gospodarskog društva, a zgrada Hrvatskoga narodnoga kazališta u Zagrebu bila je elektrificirana već pri izgradnji (1895.). Tih su se godina osvijetlili prvi gradovi u Hrvatskoj malim elektranama istosmjerne struje. Prva hidroelektrana izmjenične struje u Hrvatskoj bila je Hidroelektrana Krka kod Skradinskog buka, s cjelovitim elektroenergetskim sustavom prijenosa i raspodjele. Električne su žarulje zasvijetlile u desetak kilometara udaljenom Šibeniku 28. kolovoza 1895., što je bio početak elektrifikacije u Hrvatskoj u današnjem smislu.